# 納季尼夫卡
納季尼夫卡（烏克蘭語：Надинівка），是烏克蘭北部的村莊，隸屬切爾尼希夫州的切爾尼希夫區。該村始建於1503年，面積2.17平方公里，海拔高度105米，2001年人口354，人口密度每平方公里163人。